# اوفنتس ناتو
اوفنتس ناتو (بالإنجليزية: Ofentse Nato)‏ (1 أكتوبر 1989 بوتسوانا - ) هو لاعب كرة قدم بوتسواني، يلعب كلاعب وسط، شارك في كأس الأمم الأفريقية 2012.

## روابط خارجية
- اوفنتس ناتو على موقع قاعدة بيانات كرة القدم.إي يو (الإنجليزية)
- اوفنتس ناتو على موقع ناشيونال فوتبول تيمز (الإنجليزية)
- اوفنتس ناتو على موقع Soccerway.com (الإنجليزية)